# جو داليساندرو
جو داليساندرو (بالإنجليزية: Joe Dallesandro)‏ مواليد 31 ديسمبر 1948 في بينساكولا، الولايات المتحدة، هو ممثل أمريكي فاز بوسام الفنون والآداب الفرنسي.

## الأعمال
- نادي القطن
- ماتلوك

## روابط خارجية
- جو داليساندرو على موقع IMDb (الإنجليزية)
- جو داليساندرو على موقع روتن توميتوز (الإنجليزية)
- جو داليساندرو على موقع ألو سيني (الفرنسية)
- جو داليساندرو على موقع ميوزك برينز (الإنجليزية)
- جو داليساندرو على موقع تيرنر كلاسيك موفيز (الإنجليزية)
- جو داليساندرو على موقع أول موفي (الإنجليزية)
- جو داليساندرو على موقع قاعدة بيانات الأفلام السويدية (السويدية)
- جو داليساندرو على موقع إن إن دي بي (الإنجليزية)
- جو داليساندرو على موقع ديسكوغز (الإنجليزية)
- جو داليساندرو على موقع قاعدة بيانات الفيلم (الإنجليزية)